# پایانه فضایی امام خمینی
پایانۀ فضایی امام خمینی، نخستین پایگاه سکوی ثابت با قابلیت حمل محمولۀ یک تنی ایران است که وزیر دفاع ایران احمد وحیدی در تاریخ ۱۵ خرداد سال ۱۳۹۱ اعلام کرد. پایانه به‌طور رسمی در ۵ مرداد ۱۳۹۶ با پرتاب آزمایشی ماهواره‌بر سیمرغ به فضا افتتاح شد.
این پایانه در جنوب‌غربی استان سمنان واقع شده‌است و همچنین قادر است نیازهای لازم کشور در مدار پایینی زمین (مدار LEO) را پوشش دهد.
این مرکز فضایی در حدود ۲۳۰ کیلومتری جنوب‌شرق تهران قرار دارد.

## وقایع
در فوریۀ ۲۰۱۹ مقامات ایران ضمن اعلام خبر وقوع آتش‌سوزی در سازمان فضایی اعلام کردند که در این آتش‌سوزی سه پژوهشگر کشته شدند. آسوشیتدپرس نوشته بود که انفجار در ایستگاه فضایی امام خمینی حتی توجۀ ترامپ رئیس‌جمهور آمریکا را نیز به خود جلب کرد و وی در این باره در توئیتر خود اشاره کرد. ترامپ در توئیت خود نوشته بود: «برای ایران بهترین آرزوها را دارم و امیدوارم بتواند متوجه شود که چه اتفاقی در سایت یک افتاده‌است.»

## آماده‌سازی برای پرتاب موشک
به گزارش رسانه‌ها تصاویر ماهواره‌ای و اظهارات مقام‌های  ایران نشان می‌دهد که جمهوری اسلامی ایران در حال آماده‌شدن برای پرتاب ماهواره به فضا است؛ این در حالی است که ایالات متحده این اقدام را بخشی از تلاش جمهوری اسلامی ایران برای توسعۀ برنامۀ موشکی‌اش می‌داند. به گزارش آسوشیتدپرس، تصاویر ماهواره‌ای که از سوی شرکت «پلنت لبز» مستقر در سانفرانسیسکو منتشر و به تأیید کارشناسان مؤسسۀ مطالعات بین‌المللی میدل‌بری رسیده‌است، نشان می‌دهد که فعالیت‌هایی در سکوی پرتاب این مرکز فضایی در حال انجام است و خودروهای بیشتری به محل رفت‌وآمد می‌کنند؛ و افزایش این فعالیت‌ها همزمان با گزارش‌های رسانه‌های دولتی و نیمه رسمی ایران از آغاز جشن‌های ۴۱ سالگی انقلاب اسلامی در این کشور است.
محمد جواد آذری جهرمی، وزیر وقت فناوری اطلاعات و ارتباطات ایران دوشنبه شب ۷ بهمن ماه در توئیتی ضمن پاسخ به گزارش رادیو ملی آمریکا (ان‌پی‌آر)، تأیید کرد که ایران قصد دارد یک سیستم ماهواره‌ای به‌نام «ظفر» را راه‌اندازی کند.